# Kreis Bochum
Der Landkreis Bochum (bis 1876 Kreis Bochum) war ein Landkreis im Regierungsbezirk Arnsberg der preußischen Provinz Westfalen. Er umfasste bei seiner Gründung im Wesentlichen das Gebiet der heutigen Städte Bochum, Herne, Witten und Hattingen sowie den südlich der Emscher gelegenen Teil von Gelsenkirchen. Er hatte seinen Sitz im Amtshaus an der Alleestraße, dann ab 1894 im Kreishaus Bochum.

## Verwaltungsgeschichte
Der Kreis Bochum wurde 1817 im Regierungsbezirk Arnsberg der preußischen Provinz Westfalen gegründet. Er setzte sich zusammen aus sechs Bürgermeistereien, die zuvor zum 
Ruhrdepartement des Großherzogtums Berg gehört hatten. Dies waren die Bürgermeistereien Bochum, Herne und Wattenscheid aus dem Kanton Bochum, Blankenstein und Hattingen aus dem Kanton Hattingen sowie Witten aus dem Kanton Hörde. Im Rahmen der Einführung der Landgemeinde-Ordnung für die Provinz Westfalen wurden die Bürgermeistereien 1844 in Ämter überführt, wobei die Städte Bochum und Hattingen amtsfrei blieben. 1851 schied die Stadt Witten aus dem Amt Witten aus und wurde ebenfalls amtsfrei. Aus den restlichen Gemeinden des Amtes Witten wurde das Amt Langendreer gebildet. Der Kreis umfasste seitdem zunächst sechs Ämter und insgesamt 75 Gemeinden:
| Verwaltungsgliederung 1851 | Verwaltungsgliederung 1851 |
| Amt                        | Gemeinden |
| -------------------------- | --- |
| Blankenstein               | Blankenstein, Buchholz, Durchholz, Heven, Ostherbede, Stiepel, Vormholz und Westherbede |
| Bochum                     | Altenbochum, Bergen, Gerthe, Grumme, Hamme, Harpen, Hofstede, Hordel, Laer, Querenburg, Riemke, Weitmar und Wiemelhausen                                                                                       |
| Hattingen                  | Altendorf, Baak, Bredenscheid, Dahlhausen, Dumberg, Holthausen, Horst, Linden, Niederbonsfeld, Niederelfringhausen, Niederstüter, Niederwenigern, Oberbonsfeld, Oberelfringhausen, Oberstüter, Welper und Winz |
| Herne                      | Baukau, Bickern, Bladenhorst, Crange, Eickel, Herne, Hiltrop, Holsterhausen, Horsthausen, Pöppinghausen und Röhlinghausen                                                                                      |
| Langendreer                | Düren, Langendreer, Somborn, Stockum und Werne |
| Wattenscheid               | Braubauerschaft, Bulmke, Eiberg, Eppendorf, Freisenbruch, Gelsenkirchen, Günnigfeld, Heßler, Höntrop, Hüllen, Königssteele, Leithe, Munscheid, Schalke, Sevinghausen, Ückendorf, Wattenscheid und Westenfeld   |
| amtsfrei                   | Bochum, Hattingen und Witten |

Aus den Gemeinden Braubauerschaft, Bulmke, Gelsenkirchen, Heßler, Hüllen und Schalke des Amtes Wattenscheid wurde 1868 das neue Amt Gelsenkirchen gebildet. 1875 wurde aus fünf Gemeinden des Amtes Herne das Amt Wanne eingerichtet. Am 1. Oktober 1876 schied die Stadt Bochum aus dem Kreis aus und wurde kreisfreie Stadt. Der Kreis Bochum hieß seitdem Landkreis Bochum. Im selben Jahr wurden Gelsenkirchen und Wattenscheid amtsfrei und die Gemeinde Ückendorf zu einem eigenen Amt erhoben. Aus den verbleibenden Gemeinden des Amtes Gelsenkirchen wurde das Amt Schalke gebildet.
1881 wurde das Amt Bochum in die beiden Ämter Bochum I (Nord) und Bochum II (Süd) geteilt. Die Gemeinde Oberbonsfeld aus dem Amt Hattingen wurde 1881 nach Langenberg im Kreis Mettmann eingemeindet. Der Landkreis umfasste nun zehn Ämter und insgesamt 73 Gemeinden:
| Verwaltungsgliederung 1881 | Verwaltungsgliederung 1881 |
| Amt                        | Gemeinden |
| -------------------------- | --- |
| Blankenstein               | Blankenstein, Buchholz, Durchholz, Heven, Ostherbede, Stiepel, Vormholz und Westherbede |
| Bochum I (Nord)            | Bergen, Gerthe, Grumme, Hamme, Harpen, Hofstede, Hordel und Riemke |
| Bochum II (Süd)            | Altenbochum, Laer, Querenburg, Weitmar und Wiemelhausen |
| Hattingen                  | Altendorf, Baak, Bredenscheid, Dahlhausen, Dumberg, Holthausen, Horst, Linden, Niederbonsfeld, Niederelfringhausen, Niederstüter, Niederwenigern, Oberelfringhausen, Oberstüter, Welper und Winz |
| Herne                      | Baukau, Bladenhorst, Herne, Hiltrop, Horsthausen und Pöppinghausen |
| Langendreer                | Düren, Langendreer, Somborn, Stockum und Werne |
| Schalke                    | Braubauerschaft, Bulmke, Heßler, Hüllen und Schalke |
| Ückendorf                  | Ückendorf |
| Wanne                      | Bickern, Crange, Eickel, Holsterhausen und Röhlinghausen |
| Wattenscheid               | Eiberg, Eppendorf, Freisenbruch, Günnigfeld, Höntrop, Königssteele, Leithe, Munscheid, Sevinghausen und Westenfeld                                                                               |
| amtsfrei                   | Gelsenkirchen, Hattingen, Wattenscheid und Witten |

1885 war die Bevölkerungszahl des Landkreises Bochum so stark angestiegen, dass eine Aufteilung in drei Kreise für nötig erachtet wurde. Ab dem 1. Juli 1885 bildeten die Städte Gelsenkirchen und Wattenscheid, die Ämter Schalke, Ückendorf und Wanne sowie der Nordteil des Amtes Wattenscheid den Kreis Gelsenkirchen. Aus der Stadt Hattingen, den Ämtern Blankenstein und Hattingen und dem Südteil des Amtes Wattenscheid wurde der Kreis Hattingen gebildet. Im verkleinerten Landkreis Bochum wurden 1886 die Gemeinde Werne und 1892 die Gemeinde Weitmar jeweils zu eigenen Ämtern erhoben. 1897 erhielt Herne das Stadtrecht und wurde amtsfrei. Die verbleibenden Gemeinden des Amtes Herne bildeten fortan das Amt Baukau. 1899 schied die Stadt Witten aus dem Landkreis aus und wurde kreisfreie Stadt. 1900 wurde das Amt Bochum I (Nord) in die Ämter Hamme, Harpen und Hofstede aufgeteilt. Der verkleinerte Landkreis umfasste zur Jahrhundertwende acht Ämter und 25 Gemeinden:
| Verwaltungsgliederung 1900 | Verwaltungsgliederung 1900                                  |
| Amt                        | Gemeinden                                                   |
| -------------------------- | ----------------------------------------------------------- |
| Bochum II (Süd)            | Altenbochum, Laer, Querenburg und Wiemelhausen              |
| Baukau                     | Baukau, Bladenhorst, Hiltrop, Horsthausen und Pöppinghausen |
| Hamme                      | Hamme                                                       |
| Harpen                     | Gerthe, Grumme und Harpen                                   |
| Hofstede                   | Bergen, Hofstede, Hordel und Riemke                         |
| Langendreer                | Düren, Langendreer, Somborn und Stockum                     |
| Weitmar                    | Weitmar                                                     |
| Werne                      | Werne                                                       |
| amtsfrei                   | Herne                                                       |

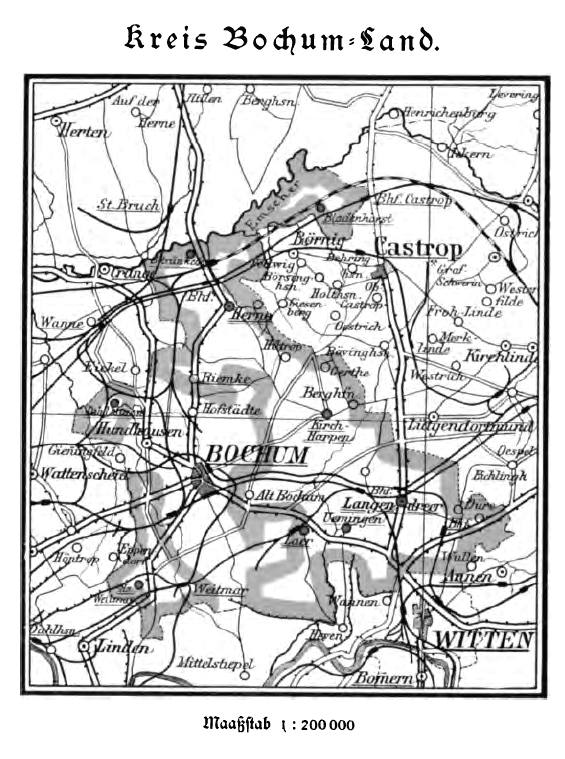
Landkreis Bochum (1907)

1904 wurden Grumme, Hamme, Hofstede und Wiemelhausen nach Bochum eingemeindet. Bergen, Hordel und Riemke bildeten nun das Amt Hordel. 1906 schied die Stadt Herne aus dem Landkreis aus und wurde kreisfreie Stadt. Hiltrop wechselte 1902 aus dem Amt Baukau ins Amt Harpen und wurde 1907 nach Gerthe eingemeindet. 1908 wurden Pöppinghausen nach Bladenhorst sowie Baukau und Horsthausen nach Herne eingemeindet. Die Gemeinde Bladenhorst bildete fortan ein eigenes Amt. Der Landkreis bestand nun aus sieben Ämtern mit 15 Gemeinden:
| Verwaltungsgliederung 1908 | Verwaltungsgliederung 1908              |
| Amt                        | Gemeinden                               |
| -------------------------- | --------------------------------------- |
| Bochum II (Süd)            | Altenbochum, Laer und Querenburg        |
| Bladenhorst                | Bladenhorst                             |
| Harpen                     | Gerthe und Harpen                       |
| Hordel                     | Bergen, Hordel und Riemke               |
| Langendreer                | Düren, Langendreer, Somborn und Stockum |
| Weitmar                    | Weitmar                                 |
| Werne                      | Werne                                   |

Zum 1. April 1926 wurden durch das Gesetz über die Neuregelung der kommunalen Grenzen im rheinisch-westfälischen Industriebezirke Altenbochum, Bergen, Hordel, Riemke und Weitmar nach Bochum, Bladenhorst nach Castrop-Rauxel und Harpen nach Gerthe eingemeindet. Das Amt Harpen hieß nun Amt Gerthe. Zum 1. August 1929 wurde der Landkreis Bochum durch das Gesetz über die kommunale Neugliederung des rheinisch-westfälischen Industriegebiets aufgelöst. Gerthe, Laer, Langendreer, Querenburg und  Werne wurden nach Bochum eingemeindet. Düren sowie Stockum kamen zu Witten während Somborn auf Bochum und Dortmund aufgeteilt wurde.

## Einwohnerentwicklung
| Jahr | Einwohner | Quelle |
| ---- | --------- | ------ |
| 1819 | 028.801   | [ 16 ] |
| 1832 | 036.039   | [ 2 ]  |
| 1880 | 203.388   | [ 17 ] |
| 1890 | 116.420   | [ 17 ] |
| 1900 | 160.649   | [ 17 ] |
| 1910 | 120.383   | [ 17 ] |
| 1925 | 083.206   | [ 17 ] |

## Landräte
- 1817–1821 Moritz von Untzer
- 1822–1829 Konrad von der Leithen
- 1832–1852 Gotthard von der Recke von Volmerstein
- 1853–1862 Adolf von Pilgrim
- 1868–1872 Friedrich von Forell
- 1873–1879  Florens von Bockum gen. Dolffs
- 1879–1883 August Overweg
- 1883–1886 Wilhelm Schmieding
- 1887–1900 Carl Spude
- 1900–1919 Karl Gerstein
- 1919–1929 Karl Stühmeyer